# Berlinblockaden

Ett flygplan landar på Tempelhof-flygplatsen under blockaden (1948).

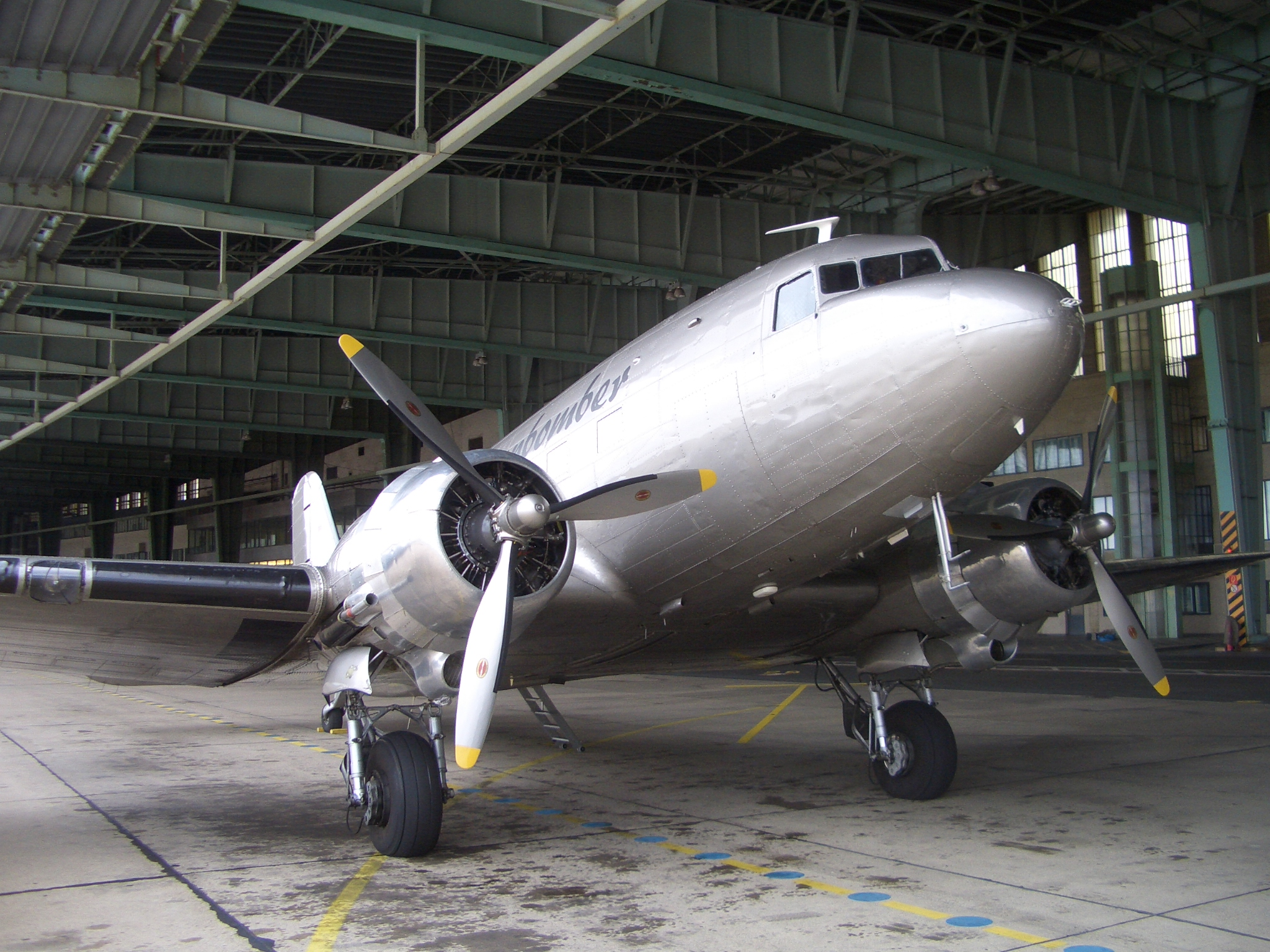
Douglas DC-3 kallades ”Rosinenbomber” av Berlins invånare under luftbron.

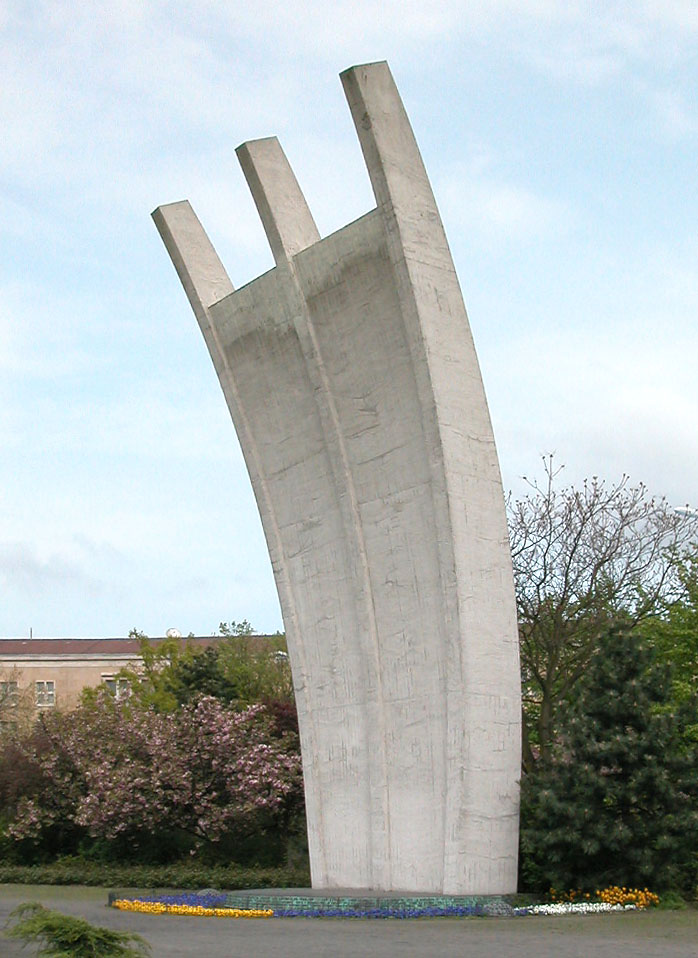
Monumentet Luftbrückendenkmal till minne av luftbron vid Platz der Luftbrücke i Berlin.

Berlinblockaden var Sovjetunionens försök 24 juni 1948–12 maj 1949 att tvinga västmakterna att överlämna Västberlin.

## Bakgrund
Blockaden utlöstes av att västmakterna tagit de avgörande stegen mot att bilda en tysk stat av de egna ockupationszonerna – det som 1949 blev Västtyskland – och ersatte där den 20 juni 1948 den nästan värdelösa gamla tyska riksmarken (Reichsmark) med en ny valuta, D-mark (Deutsche Mark). Detta gjorde att Sovjetunionen tre dagar senare genomförde en egen valutareform och dessutom försökte införa den nya östtyska valutan i hela Berlin vilket de västallierade satte sig emot genom att även införa D-marken i sina Berlinsektorer.
Att västmakterna agerade utan att ha stämt av med Sovjetunionen gjorde att Sovjetunionen stängde av tillfartsvägarna till Berlin från Västtyskland, varför det enda sättet att ta sig till Västberlin blev med flyg. Den 24 juni 1948 avbröts sålunda trafiken på alla väg- och järnvägsförbindelser och flodbåtstrafiken mellan Berlin och Västtyskland. Läget blev snabbt akut för Västberlin som inte klarade sin försörjning utan transporter utifrån. För västmakterna blev Sovjetunionens handlade en överraskning.

## Hjälpoperationen, luftbron
Västberlin räddades av en omfattande luftbro av framförallt amerikanskt flyg. Operationen leddes av den amerikanske befälhavaren för Västberlin Lucius Clay, som spelade en avgörande roll för luftbrons tillkomst. Under nästan ett år fick alla förnödenheter flygas in av västmakterna. Hjälpen organiserades av general William Tunner. Två yttre korridorer användes för inflygning och med radiomaster kunde flygplanen komma in på rätt höjd och med rätt mellanrum, tre minuter. Den mittersta korridoren användes för återfärd. Flygplanen landade tätt – under intensiva perioder med ett plan per minut – och flög dygnet runt. Man flög in livsmedel och drivmedel: ost, fisk, vetemjöl, korn, jäst, mjölk, kaffe, fett, kött, potatis, socker, grönsaker, kol, bensin och salt.
Under de första sex månaderna av luftbrotrafik flög de brittisk-amerikanska planen över 55 miljoner kilometer (1 370 varv runt jorden), och fraktade 7 128 ton gods per dag. Totalt uppskattas 277 728 flygningar ha gjorts från USA och Storbritannien med förnödenheter samt dessutom med komponenter till ett nytt kraftverk, eftersom Sovjet den 24 juni 1948 stängt av kraftverket i öst som försåg staden med el. Avsikten var att svälta ut befolkningen i mörker.
Det var farligt att flyga eftersom det var korta avstånd mellan planen och det hände att plan störtade. Den 5 juli 1948 skedde det första haveriet då en C-47 störtade mitt i Berlin och tre människor omkom.

### Russinbombarna
Den 17 juli 1948 började piloten Gail Halvorsen att göra små fallskärmar med russin och choklad som han släppte från sitt flygplan till Berlins barn. Detta blev väldigt populärt och en konfektyrtillverkare vid namn Hershey’s valde att sponsra med godis. Även general Tunner ansåg att det var en god idé och sju plan fick i uppdrag att släppa de små fallskärmarna som packades av frivilliga i Västtyskland. Därvid skickade man ner 6 000 små fallskärmar till Berlins barn varje dag. Militärt kallades operationen Operation Little Vittles men Berlins barn kallade planen för ”Russinbombare” (tyska: Rosinenbomber).

## Monument
Utanför Västberlins gamla huvudflygplats Tempelhof står ett karakteristiskt betongmonument, Luftbrückendenkmal, som berlinarna kallar ”Hungerkralle” (hungerklor) och som skall symbolisera det brohuvud som en gång fanns här i form av täta flygtransporter och försörjde Västberlins två miljoner invånare med mat, kläder och bränsle. Monumentet symboliserar luftbron och de tre flygplatser som användes under blockaden: Tempelhof, Gatow och Tegel.

## Museum
- AlliiertenMuseum i Berlin.